# Sclerophrys kisoloensis
Sclerophrys kisoloensis es una especie de anfibios anuros de la familia Bufonidae.

## Distribución geográfica y hábitat
Habita en el este de la República Democrática del Congo, sudoeste de Kenia, norte de Malaui, Ruanda, oeste de Tanzania, Uganda, noreste de Zambia y posiblemente en Burundi. Su rango altitudinal oscila entre 1500 y 3000 m s. n. m..
Su hábitat natural incluye montanos secos, ríos y marismas intermitentes de agua dulce.
Está amenazada por la pérdida de su hábitat natural.